# بينايأربيج
بلدية بني أربيج أو (نقحرة: بينايأربيج) (بالإسبانية: Beniarbeig)‏, هي بلدية تقع في مقاطعة لقنت. جنوب شرق إسبانيا. يبلغ عدد سكانها 1.516 نسمة.